# Torneio Rio-São Paulo
Het Torneio Rio-São Paulo is een Braziliaans voetbaltoernooi tussen de clubs uit de staten Rio de Janeiro en São Paulo. De eerste editie werd gehouden in 1933, maar het toernooi tussen de traditioneel twee sterkste voetbalstaten werd pas tussen 1950 en 1966 jaarlijks gehouden. Vanaf 1967 werden ook voetbalclubs uit andere staten toegelaten waardoor een heel nieuw toernooi volgens dezelfde opzet werd begonnen: Torneio Roberto Gomes Pedrosa. In de jaren 1990 werd het toernooi kortstondig in ere hersteld. De winnaar van het toernooi plaatste zich in de laatstje jaren voor de Copa dos Campeões, waarin alle winnaars van interregionale toernooien tegen elkaar uitkwamen. In 2003 werd de competitie opnieuw stopgezet nadat hervormingen in de nationale competitie geen ruimte op de speelkalender boden.

## Winnaars
- 1933 Palestra Itália (sinds 1942 Palmeiras)
- 1940 niet uitgespeeld
- 1950 Corinthians
- 1951 Palmeiras
- 1952 Portuguesa
- 1953 Corinthians
- 1954 Corinthians
- 1955 Portuguesa
- 1957 Fluminense
- 1958 Vasco da Gama
- 1959 Santos
- 1960 Fluminense
- 1961 Flamengo
- 1962 Botafogo
- 1963 Santos
- 1964 Santos en Botafogo
- 1965 Palmeiras
- 1966 Botafogo, Corinthians, Santos en Vasco da Gama
- 1993 Palmeiras
- 1997 Santos
- 1998 Botafogo
- 1999 Vasco da Gama
- 2000 Palmeiras
- 2001 São Paulo
- 2002 Corinthians

## Titels per team
Corinthians: 6 

Palmeiras en Santos: 5

Botafogo: 4

Vasco da Gama: 3

Fluminense en Portuguesa: 2 

Flamengo en São Paulo: 1

## Titels per staat
São Paulo: 19 

Rio de Janeiro: 10

1933 · 1940 · 1950 · 1951 · 1952 · 1953 · 1954 · 1955 · 1957 · 1958 · 1959 · 1960 · 1961 · 1962 · 1963 · 1964 · 1965 · 1966 · 1993 · 1997 · 1998 · 1999 · 2000 · 2001 · 2002